# Vlastizrada
Vlastizrada je trestný čin podle § 309 trestního zákoníku, který spáchá ten „občan ČR, který ve spojení s cizí mocí (každý stát mimo Českou republiku) nebo s cizím činitelem (osoba, která sice není oprávněna jednat jménem cizího státu, ale má na politické dění v něm významný vliv) spáchá trestný čin rozvracení republiky (§ 310), teroristického útoku (§ 311), teroru (§ 312) nebo sabotáže (§ 314)“.
Za takový čin zákon stanovuje trest odnětí svobody na patnáct až dvacet let nebo výjimečný trest, popřípadě vedle toho též propadnutí majetku.
Také existuje trestný čin válečná zrada (§ 320 trestního zákoníku), který se týká jen stavu ohrožení státu nebo válečného stavu. V takové situaci se služba v nepřátelském vojsku nebo v nepřátelském ozbrojeném sboru trestá odnětím svobody na deset až dvacet let nebo výjimečným trestem.